# Georg Löwel
Georg Löwel (* 5. August 1876 in Pfiffligheim; † 9. August 1970 in Berlin-Wilmersdorf) war ein deutscher Maler.

## Leben
Georg Löwel war der Sohn des Schreiners Johann Georg Löwel und dessen Frau, Karoline, eine geborene Staudacher. Verheiratet war Georg Löwel mit Clara Elisabeth, geborene Fortlage, die aus Ostpreußen stammte.
Er absolvierte eine Malerlehre in Worms. Außerdem betätigte er sich in seiner Freizeit als Kunstmaler, wobei er vor allem Porträts anfertigte. 1902 stellte er ein Bild in einem Schaufenster in Worms aus. Die Wormser Zeitung rezensierte es positiv und er wurde von dem Wormser Lederfabrikanten Cornelius Wilhelm von Heyl zu Herrnsheim gefördert. Dieser stellte ihm zunächst ein Atelier im Majorshof zur Verfügung, einer Villa, die er von seinem Bruder, Maximilian von Heyl, nach dessen Umzug nach Darmstadt übernommen hatte. Dort entstanden zwölf Gemälde von Direktoren, Meistern und Aufsehern der Lederwerke Heyl’schen Lederwerke. In dieser Zeit förderte Georg Löwel den späteren Pressezeichners Emil Stumpp, dessen Vater als Gärtner für Cornelius Wilhelm von Heyl arbeitete. Eine erste Ausstellung seiner Werke organisierte Löwel zusammen mit Daniel Greiner.
Anschließend vermittelte von Heyl Georg Löwel als Schüler an Franz von Lenbach in München, den der Lederfabrikant persönlich kannte. Ab Frühjahr 1905 konnte Löwel ein zweijähriges Stipendium des Großherzogtums Hessen für einen Italien-Aufenthalt nutzen. Unter anderem hielt er sich in Florenz und Rom auf. Nach seiner Rückkehr lebte er in Berlin, wo der Reichstagsabgeordnete Axel von Kaphengst ihn förderte.
Bei einem Luftangriff auf Berlin während des Zweiten Weltkriegs wurden seine Wohnung und sein Atelier zerstört. Dabei wurden auch 530 Gemälde und über tausend Entwürfe vernichtet.
1957 eröffnete er eine Ausstellung seiner Werke in Worms und schenkte 1964 der Stadt 35 von ihm gefertigte Gemälde, unter anderem ein Gemälde, das den mittelalterlichen Gelehrten Raschi zeigt, der in Worms studiert hat.

## Werk
Löwel porträtierte unter anderem Mitglieder des preußischen Königshauses, darunter Kronprinzessin Victoria (die spätere „Kaiserin Friedrich“), Albert Schweitzer und Ernst Reuter. 1967 malte er ein Porträt von Gottfried Wilhelm Leibniz, das er dem Leibniz-Gymnasium in Berlin-Dahlem schenkte. Neben Porträts schuf er auch Landschafts- und Blumenbilder.

## Ehrungen
1910 verlieh ihm Eitel Friedrich Prinz von Preußen das Ölberg-Kreuz.
In Worms-Pfiffligheim, dem Geburtsort von Georg Löwel, wurde 1970 die ehemalige Kreuzstraße nach ihm benannt, als Pfiffligheim und andere Orte nach Worms eingemeindet wurden und die Bezeichnung „Kreuzstraße“ in der Stadt nun zwei Mal existierte.